# RS Водолея
RS Водолея (лат. RS Aquarii) — одиночная переменная звезда в созвездии Водолея на расстоянии (вычисленном из значения параллакса) приблизительно 7284 световых лет (около 2233 парсеков) от Солнца. Видимая звёздная величина звезды — от +15m до +9,3m.

## Характеристики
RS Водолея — красная пульсирующая переменная звезда, мирида (M) спектрального класса M2e. Эффективная температура — около 3200 К.